# Horożanna Wielka
Horożanna Wielka (ukr. Велика Горожанна, Wełyka Horożanna) – wieś na Ukrainie, na terenie obwodu lwowskiego, w rejonie stryjskim (do 2020 roku w rejonie mikołajowskim). Liczy ok. 1070 mieszkańców.